# Goltzius and the Pelican Company
Goltzius and the Pelican Company ist ein in internationaler Koproduktion entstandenes historisches Filmdrama, geschrieben und inszeniert von  Peter Greenaway.
Es ist der zweite Film in Greenaways Filmreihe „Dutch Masters“ nach dem Film Nightwatching – Das Rembrandt-Komplott.

## Handlung
Der Niederländer Hendrik Goltzius ist ein berühmter Maler und Stecher erotischer Werke des 16. Jahrhunderts. Er sucht den Markgrafen von Elsass auf, mit der Bitte, dass dieser ihm eine Druckerpresse für seine Illustrationen zum Alten Testament finanziert. Das geplante Buch mit Illustrationen beschreibt einige der umstrittensten erotischen Geschichten des Alten Testaments. Der Markgraf vom Elsass ist bereit, den erbetenen Betrag zu spenden, aber nur unter einer Bedingung: sechs Abende lang muss Goltzius’ Theatergruppe The Pelican Company für Unterhaltung sorgen, verbunden mit der Darstellung der biblischen Episoden und sexuellen Tabus. 
Goltzius kommentiert die Ereignisse auf der Bühne; in der Filmdarstellung durchziehen Worte in Drucklettern das Bild vor Theaterkulissen.
Das erste Stück basiert auf der Genesis-Geschichte mit der Erschaffung Adams und Evas durch den Herrn und die Wunder des Garten Eden. Die Vertreibung von Adam und Eva aus dem Garten wird von einem über den Palast hereinbrechenden Schneesturm  vor einem überraschten Publikum eingeleitet. Das zweite Stück von Goltzius erzählt die Geschichte von Lot und seinen Töchtern und dem Brand von Sodom und Gomorra, der im Heizungskeller des Palastes aufgeführt wird. Goltzius wird der Blasphemie beschuldigt und verhaftet, kann sich jedoch einfallsreich verteidigen. Die dritte Geschichte von David und Batseba empört die Geistlichkeit und Boethius wird wegen Häresie verhaftet. Das vierte Stück schreibt Boethius in einer Gefängniszelle über die biblische Geschichte von Potiphars Frau, die versucht, Joseph zu verführen. Die fünfte Geschichte ist die alttestamentliche Geschichte von Delila, die Samson verführt, dessen Kraft nachlässt, wenn er seine Haare verliert. In der folgenden Aufführung frönt Boethius’ Geliebte auf der Bühne dem Liebesspiel mit Boethius vor dem Markgrafen. In einem Anfall Eifersucht befiehlt er, Herodes spielend, die Enthauptung Johannes des Täufers, gespielt von Boethius und Boethius wird tatsächlich enthauptet. Ein Vertreter des Markgrafen bezahlt Goltzius und die Pelican Company, indem er einen Vertrag zur Finanzierung der Illustrationen unterzeichnet. Goltzius wird aus Colmar vertrieben und macht sich auf den Weg nach Italien.